# ベン・ガンター
ベン・ガンター（Ben Gunter、1997年10月24日 - ）は、ジャパンラグビーリーグワン埼玉パナソニックワイルドナイツに所属するラグビーユニオン選手。

## プロフィール
- オーストラリア・ニューサウスウェールズ州ガンネダー（en）出身[1]。
- ポジションはフランカー(FL)、ナンバーエイト(No.8)。
- 身長 195 cm、体重 120 kg。
- 世界選抜に選ばれたことがある[2]。
- 日本代表キャップは11。（2025年8月15日現在）

## 略歴
2016年、ブリスベンボーイズ高校 卒業後、パナソニック ワイルドナイツ（現：埼玉パナソニックワイルドナイツ）に加入。同年10月30日に行われたジャパンラグビートップリーグ第9節の豊田自動織機シャトルズ戦にて途中出場で日本での公式戦初出場を果たし、トップリーグ最年少出場記録を更新した。
2019年1月にはサンウルブズの2019年スコッドに追加召集された。
2021年10月23日に行われたリポビタンDチャレンジカップ2021オーストラリア戦にて先発出場で日本代表初キャップを獲得した。

## 受賞歴
- 2020-21トップリーグベスト15